# Trofeo Laigueglia
Trofeo Laigueglia je jednodenní cyklistický závod konaný v italské Ligurii. Od roku 2005 do roku 2014 se závod konal v rámci UCI Europe Tour na úrovni 1.1. Obvykle se koná deset dní po úvodním závodu italské cyklistické sezóny, Gran Premio della Costa Etruschi. V roce 2015 byl závod povýšen na úroveň 1.HC. Od roku 2020 je součástí UCI ProSeries. 

## Seznam vítězů
| Rok  | Země          | Jezdec                   | Tým                                    |
| ---- | ------------- | ------------------------ | -------------------------------------- |
| 1964 | Itálie        | Guido Neri               | Molteni                                |
| 1965 | Itálie        | Marino Vigna             | Ignis–Moschettieri Ignis               |
| 1966 | Itálie        | Antonio Bailetti         | Bianchi–Mobylette                      |
| 1967 | Itálie        | Franco Bitossi           | Filotex                                |
| 1968 | Itálie        | Michele Dancelli         | Pepsi–Cola                             |
| 1969 | Itálie        | Claudio Michelotto       | Max Meyer                              |
| 1970 | Itálie        | Michele Dancelli         | Molteni                                |
| 1971 | Itálie        | Italo Zilioli            | Ferretti                               |
| 1972 | Itálie        | Wilmo Francioni          | Ferretti                               |
| 1973 | Belgie        | Eddy Merckx              | Molteni                                |
| 1974 | Belgie        | Eddy Merckx              | Molteni                                |
| 1975 | Itálie        | Gianbattista Baronchelli | Scic                                   |
| 1976 | Itálie        | Franco Bitossi           | Zonca–Santini                          |
| 1977 | Belgie        | Freddy Maertens          | Flandria–Velda–Latina Assicurazioni    |
| 1978 | Norsko        | Knut Knudsen             | Bianchi–Faema                          |
| 1979 | Itálie        | Pierino Gavazzi          | Zonca–Santini                          |
| 1980 | Belgie        | Roger De Vlaeminck       | Boule d'Od                             |
| 1981 | Itálie        | Giuseppe Saronni         | Gis Gelati–Campagnolo                  |
| 1982 | Nizozemsko    | Theo De Rooij            | Capri Sonne                            |
| 1983 | Itálie        | Claudio Torelli          | Sammontana                             |
| 1984 | Itálie        | Giuseppe Petito          | Alfa Lum                               |
| 1985 | Spojené státy | Ron Kiefel               | 7 Eleven                               |
| 1986 | Itálie        | Mauro Longo              | Malvor–Bottecchia                      |
| 1987 | Švýcarsko     | Gilbert Glaus            | Z–Peugeot                              |
| 1988 | Itálie        | Paolo Cimini             | Fanini–Seven Up                        |
| 1989 | Itálie        | Pierino Gavazzi          | Polli–Mobiexport                       |
| 1990 | Dánsko        | Rolf Sørensen            | Ariostea                               |
| 1991 | Švýcarsko     | Pascal Richard           | Helvetia–La Suisse                     |
| 1992 | Belgie        | Sammie Moreels           | Lotto–Mavic–MBK                        |
| 1993 | Spojené státy | Lance Armstrong          | Motorola                               |
| 1994 | Dánsko        | Rolf Sørensen            | GB–MG Maglificio                       |
| 1995 | Belgie        | Johan Museeuw            | Mapei–GB–Latexco                       |
| 1996 | Belgie        | Frank Vandenbroucke      | Mapei–GB                               |
| 1997 | Itálie        | Michele Bartoli          | MG Maglificio–Technogym                |
| 1998 | Francie       | Pascal Chanteur          | Casino–Ag2r                            |
| 1999 | Itálie        | Paolo Savoldelli         | Saeco Macchine per Caffè–Cannondale    |
| 2000 | Itálie        | Daniele Nardello         | Mapei–Quick-Step                       |
| 2001 | Itálie        | Mirko Celestino          | Saeco Macchine per Caffè               |
| 2002 | Itálie        | Danilo Di Luca           | Saeco Macchine per Caffè–Longoni Sport |
| 2003 | Itálie        | Filippo Pozzato          | Fassa Bortolo                          |
| 2004 | Itálie        | Filippo Pozzato          | Fassa Bortolo                          |
| 2005 | Lucembursko   | Kim Kirchen              | Fassa Bortolo                          |
| 2006 | Itálie        | Alessandro Ballan        | Lampre–Fondital                        |
| 2007 | Rusko         | Michail Ignaťjev         | Tinkoff Credit Systems                 |
| 2008 | Itálie        | Luca Paolini             | Acqua & Sapone–Caffè Mokambo           |
| 2009 | Itálie        | Francesco Ginanni        | Diquigiovanni–Androni                  |
| 2010 | Itálie        | Francesco Ginanni        | Androni Giocattoli                     |
| 2011 | Itálie        | Daniele Pietropoli       | Lampre–ISD                             |
| 2012 | Itálie        | Moreno Moser             | Liquigas–Cannondale                    |
| 2013 | Itálie        | Filippo Pozzato          | Lampre–Merida                          |
| 2014 | Kolumbie      | José Serpa               | Lampre–Merida                          |
| 2015 | Itálie        | Davide Cimolai           | Lampre–Merida                          |
| 2016 | Itálie        | Andrea Fedi              | Southeast–Venezuela                    |
| 2017 | Itálie        | Fabio Felline            | Itálie (národní tým)                   |
| 2018 | Itálie        | Moreno Moser             | Itálie (národní tým)                   |
| 2019 | Itálie        | Simone Velasco           | Neri Sottoli–Selle Italia–KTM          |
| 2020 | Itálie        | Giulio Ciccone           | Itálie (národní tým)                   |
| 2021 | Nizozemsko    | Bauke Mollema            | Trek–Segafredo                         |
| 2022 | Slovinsko     | Jan Polanc               | UAE Team Emirates                      |
| 2023 | Francie       | Nans Peters              | AG2R Citroën Team                      |
| 2024 | Francie       | Lenny Martinez           | Groupama–FDJ                           |
| 2025 | Španělsko     | Juan Ayuso               | UAE Team Emirates XRG                  |